# Vojin Božović
Vojin Božović (czarn. i serb. Војин Божовић, ur. 1 stycznia 1913 w Cetynii, zm. 19 kwietnia 1983 w Belgradzie) – jugosłowiański piłkarz narodowości czarnogórskiej występujący na pozycji napastnika, reprezentant Jugosławii w latach 1936–1941, trener piłkarski.
Uznawany za najlepszego piłkarza w historii przedwojennej Czarnogóry oraz jednego z najlepszych napastników jugosłowiańskiej piłki nożnej w pierwszej połowie XX wieku. Słynął z efektownego dryblingu, silnego i precyzyjnego strzału oraz skutecznego wykonywania rzutów wolnych. Podczas kariery piłkarskiej nosił przydomek Škoba (serb. Шкоба).

## Kariera klubowa
Grę w piłkę nożną rozpoczął w 1931 roku w drużynie młodzieżowej FK Budućnost Podgorica. Następnie szkolił się w szeregach zespołu SK Jugoslavija. W 1932 roku rozpoczął karierę na poziomie seniorskim w klubie SK Obilić. W tym samym roku, na zaproszenie swojego starszego brata Vidy, grał dla FK Mačva Šabac, by kilka miesięcy później powrócić do Belgradu, gdzie występował w SK Jugoslavija i SK Anastas. W 1933 roku przeniósł się do BSK Beograd, gdzie występował wraz z czołowymi piłkarzami Jugosławii okresu międzywojennego: Blagoje Marjanoviciem, Srđanem Mrkušiciem, Aleksandarem Tirnaniciem czy Đorđe Vujadinoviciem. W barwach BSK wywalczył trzy tytuły mistrza Jugosławii w sezonach 1934/35, 1935/36 i 1938/39. Po zakończeniu II wojny światowej, w sezonie 1945, wziął udział w reaktywowanych rozgrywkach o mistrzostwo Jugosławii jako grający trener SR Crna Gora. W latach 1946–1949 występował i jednocześnie trenował FK Budućnost Titograd, w barwach której zaliczył dwa sezony na poziomie Prvej Ligi.

## Kariera reprezentacyjna
6 września 1936 zadebiutował w reprezentacji Jugosławii w wygranym 9:3 meczu towarzyskim z Polską, w którym zdobył 2 bramki. Ogółem w latach 1936–1941 rozegrał w drużynie narodowej 8 spotkań, w których strzelił 5 goli.

### Bramki w reprezentacji
| LP | Data             | Miejsce                         | Przeciwnik | Bramka | Rezultat | Ranga meczu     |
| -- | ---------------- | ------------------------------- | ---------- | ------ | -------- | --------------- |
| 1. | 6 września 1936  | Stadion Beogradski SK, Belgrad  | Polska     | 4:0    | 9:3      | Mecz towarzyski |
| 2. | 6 września 1936  | Stadion Beogradski SK, Belgrad  | Polska     | 7:1    | 9:3      | Mecz towarzyski |
| 3. | 1 sierpnia 1937  | Stadion SK Jugoslavija, Belgrad | Turcja     | 3:1    | 3:1      | Mecz towarzyski |
| 4. | 31 marca 1940    | Stadionul ANEF, Bukareszt       | Rumunia    | 2:1    | 3:3      | Mecz towarzyski |
| 5. | 3 listopada 1940 | Stadion Concordije, Zagrzeb     | III Rzesza | 1:0    | 2:0      | Mecz towarzyski |

## Kariera trenerska
W sezonie 1945 był grającym szkoleniowcem SR Crna Gora. W 1946 roku rozpoczął pracę jako grający trener FK Budućnost Titograd. W 1946 roku wygrał Czarnogórską Republikańską Ligę, zdobywając nieoficjalne mistrzostwo Czarnogóry oraz prawo gry w Prvej Lidze Jugoslavije. W sezonie 1946/47 FK Budućnost spadła z ligi, by powrócić do niej w 1948 roku, po wygraniu Jedinstvenej Ligi. W latach 1953–1960 trenował FK Sutjeska Nikšić, FK Radnički Belgrad, BSK Beograd oraz FK Sarajevo. W 1964 roku zatrudniono go na stanowisku selekcjonera reprezentacji Libii, które piastował przez rok. W latach 1967–1970 prowadził kuwejcki zespół Qadsia SC, z którym wywalczył mistrzostwo kraju w sezonie 1968/69 oraz Puchar Kuwejtu za sezon 1967/68.

## Życie prywatne
Jesienią 1949 roku został aresztowany przez UDBA pod zarzutem działalności antypartyjnej w postaci ośmieszania rządu Josipa Broz Tito i osadzony w więzieniu na wyspie Goli otok, w którym przebywał do 2 sierpnia 1951.

## Sukcesy

### Jako piłkarz
BSK Beograd
- mistrzostwo Jugosławii: 1934/35, 1935/36, 1938/39

### Jako trener
Qadsia SC
- mistrzostwo Kuwejtu: 1968/69
- Puchar Kuwejtu: 1967/68